# Plagiopholis
Plagiopholis – rodzaj węży z podrodziny Pseudoxenodontinae w rodzinie połozowatych (Colubridae).

## Zasięg występowania
Rodzaj obejmuje gatunki występujące w południowo-wschodniej Azji (Chiny, Mjanma, Tajlandia, Laos i Wietnam). 

## Systematyka

### Etymologia
- Plagiopholis: gr. πλαγιος plagios „ukośny, skośny”, od πλαζω plazō „odwrócić się”[6]; φολις pholis, φολιδος pholidos „rogowa łuska”[7].
- Trirhinopholis: gr. τρεις treis, τριων triōn „trzy”[8]; ῥις rhis, ῥινος rhinos „nos, pysk”[9]; φολις pholis, φολιδος pholidos „rogowa łuska”[7]. Gatunek typowy: Trirhinopholis nuchalis Boulenger, 1893.

### Podział systematyczny
Do rodzaju należą następujące gatunki:
- Plagiopholis blakewayi Boulenger, 1893
- Plagiopholis delacouri Angel(inne języki), 1929
- Plagiopholis nuchalis (Boulenger, 1893)
- Plagiopholis styani (Boulenger, 1899)